# Le Douhet
Le Douhet és un municipi francès situat al departament del Charente Marítim i a la regió de la Nova Aquitània. L'any 2007 tenia 700 habitants.

## Demografia

### Població
El 2007 la població de fet de Le Douhet era de 700 persones. Hi havia 268 famílies de les quals 68 eren unipersonals (40 homes vivint sols i 28 dones vivint soles), 84 parelles sense fills, 92 parelles amb fills i 24 famílies monoparentals amb fills.
La població ha evolucionat segons el següent gràfic:
Habitants censats

### Habitatges
El 2007 hi havia 341 habitatges, 276 eren l'habitatge principal de la família, 38 eren segones residències i 27 estaven desocupats. 339 eren cases i 1 era un apartament. Dels 276 habitatges principals, 231 estaven ocupats pels seus propietaris, 38 estaven llogats i ocupats pels llogaters i 7 estaven cedits a títol gratuït; 4 tenien una cambra, 11 en tenien dues, 25 en tenien tres, 72 en tenien quatre i 164 en tenien cinc o més. 210 habitatges disposaven pel capbaix d'una plaça de pàrquing. A 112 habitatges hi havia un automòbil i a 144 n'hi havia dos o més.

### Piràmide de població
La piràmide de població per edats i sexe el 2009 era:
| Homes | Edats   | Dones |
| ----- | ------- | ----- |
| 0     | 95 o +  | 0     |
| 0     | 90 a 94 | 8     |
| 4     | 85 a 89 | 4     |
| 0     | 80 a 84 | 8     |
| 8     | 75 a 79 | 4     |
| 20    | 70 a 74 | 20    |
| 20    | 65 a 69 | 20    |
| 8     | 60 a 64 | 4     |
| 4     | 55 a 59 | 8     |
| 36    | 50 a 54 | 24    |
| 20    | 45 a 49 | 28    |
| 12    | 40 a 44 | 16    |
| 24    | 35 a 39 | 20    |
| 28    | 30 a 34 | 36    |
| 16    | 25 a 29 | 24    |
| 20    | 20 a 24 | 8     |
| 16    | 15 a 19 | 12    |
| 20    | 10 a 14 | 24    |
| 16    | 5 a 9   | 24    |
| 40    | 0 a 4   | 12    |

## Economia
El 2007 la població en edat de treballar era de 446 persones, 339 eren actives i 107 eren inactives. De les 339 persones actives 308 estaven ocupades (158 homes i 150 dones) i 31 estaven aturades (16 homes i 15 dones). De les 107 persones inactives 42 estaven jubilades, 34 estaven estudiant i 31 estaven classificades com a «altres inactius».

### Ingressos
El 2009 a Le Douhet hi havia 284 unitats fiscals que integraven 728,5 persones, la mediana anual d'ingressos fiscals per persona era de 16.750 €.

### Activitats econòmiques
Dels 26 establiments que hi havia el 2007, 2 eren d'empreses extractives, 1 d'una empresa alimentària, 2 d'empreses de fabricació d'altres productes industrials, 8 d'empreses de construcció, 4 d'empreses de comerç i reparació d'automòbils, 1 d'una empresa de transport, 2 d'empreses d'hostatgeria i restauració, 1 d'una empresa d'informació i comunicació, 3 d'entitats de l'administració pública i 2 d'empreses classificades com a «altres activitats de serveis».
Dels 9 establiments de servei als particulars que hi havia el 2009, 1 era un taller de reparació d'automòbils i de material agrícola, 1 guixaire pintor, 2 fusteries, 2 lampisteries, 1 electricista, 1 restaurant i 1 saló de bellesa.
L'any 2000 a Le Douhet hi havia 12 explotacions agrícoles que ocupaven un total de 576 hectàrees.

## Equipaments sanitaris i escolars
El 2009 hi havia una escola elemental.

## Poblacions més properes
El següent diagrama mostra les poblacions més properes.